# Вільгельм Пурвіт
Вільгельм Карліс Пу́рвіт (Пу́рвітіс) (латис. Vilhelms Purvītis; *20 лютого (3 березня) 1872, Заубе — †14 січня 1945, Бад-Наугайм) — латвійський художник-пейзажист та викладач, засновник Латвійської художньої академії та її ректор в 1919—1934 роках, академік Петербурзької академії мистецтв (з 1913 року).
У 1890—1897 роках навчався у Петербурзькій академії мистецтв у А. Куїнджі. В 1909—1915 роках викладав у Ризькому художньому училищі, у 1919—1944 роках — в Латвійській академії мистецтв.

## Біографія
Вілгельмс Карліс Пурвітіс народився 3 березня 1872 року в родині мельника в Яужі Заубської волості Ризького повіту. Мати Анна (уроджена Клявіня). Навчався в Яунпільській (Заубесій) приходській школі, після переїзду родини в Кляшиці Вітебської губернії до 1888 року. продовжив навчання в школі Дрисського повіту (нині в Білорусії), де директор школи та вчитель малювання помітили талант хлопчика до малювання і заохотили його до занять живописом. Після повернення сім'ї до Відземської губернії Пурвітіс два роки збирав гроші на навчання на млині батька в Смілтенській волості Данца, але в 1890 році вступив вільним слухачем до Петербурзької Академії мистецтв, де навчався до 1897 року, зспеціалізуючись на пейзажному живописі. Уже на першому курсі навчання він зблизився з Янісом Розенталсом і Янісом Волтерсом. У ці роки Пурвітіс мав можливість познайомитися з пейзажами голландських старих майстрів у колекціях і на виставках Санкт-Петербурга. В Академії, яка в той час переживала реформу, Пурвітіс навчився створювати композиційні пейзажі з натурних етюдів, враховуючи як традиції, так і новаторство новітніх течій того часу («Сутінки», 1893). В останній рік навчання працював у майстерні під керівництвом відомого живописця російської школи Архипа Куїнджі.
Після закінчення навчання Пурвітіс отримав закордонне відрядження за конкурсну роботу «Останні промені», і в 1898 році разом з Янісом Розенталем та Янісом Валтерсом поїхав до Німеччини, а потім до Франції та Австро-Угорщини. Його картина «Останні промені» також стала окрасою Всесвітньої виставки 1900 року в Парижі, Мюнхенської сецесійної виставки (1901) та Міжнародної художньої виставки в Ліоні. Після повернення з поїздки 1899 року Пурвітіс оселився в Ризі, давав приватні уроки й за цей час створив такі відомі картини, як «Весняна відлига», «Зимовий пейзаж», «Рання весна» та «Останній сніг».
Після подій революції 1905 року в 1906 році Пурвітіс переїхав до Ревеля (Таллінна) і став викладачем малювання в Ревельському реальному училищі. Саме в цей час у творчості Пурвітіса з'являються перші міські пейзажі («Ревель у тумані»). У 1909 році Пурвітіс став директором Ризької міської художньої школи, в якій у той час навчалися Роман Сута, Єкабс Казакс і Валдемар Тоне. Після початку Першої світової війни школа була переведена до Петрограду в 1915 році, а в 1916 році розпущена. Після російської революції 1917 року Пурвітіс виїхав на лікування до Норвегії, де провів свою першу персональну виставку в Осло.
У 1918 році повернувся до окупованої німцями Риги. До закінчення Визвольної війни 1919 року був призначений директором Ризького міського художнього музею (1919—1940), професором архітектурного факультету Латвійського університету та ректором Латвійської художньої академії (1919—1934). У цей період він організував багато виставок латвійського мистецтва в європейських містах. Після окупації Латвії в 1940 році був звільнений з посади директора музею. У 1942 році він провів свою останню персональну виставку в Ризі. Наприкінці Другої світової війни, у 1944 році, Вільгельм Пурвітіс втік як біженець, втратив засоби до існування і частину привезених із собою картин під час обстрілу Єлгави, потім евакуювався до Данцига через Лієпаю і помер 14 січня 1945 року в Бад-Наугайм (Гессен).
У 1994 році прах художника був перепохований у Ризі на Лісовому цвинтарі.

## Участь у виставках
Закінчивши Петербурзьку академію мистецтв і отримавши нагороди на виставках за кордоном, Пурвітіс на деякий час став модним художником у Росії, його картини купували російські колекціонери Третьяков, княгиня Тенішева, Боткін. Роботи Пурвітіса виставлялися в Парижі, Берліні, Лондоні, Дрездені, Дюссельдорфі, Відні, Кельні, Лейпцигу.

## Творчість
Пурвітіс вважається видатним пейзажистом, який створив власні традиції та школу в пейзажному жанрі. Він відкрив багато нових мотивів у латвійській природі (весняні пожежі, води, сніг тощо) і створив монументальні, синтезовані, типові латвійські пейзажі. Його роботи стилістично різноманітні, на них вплинули реалізм пленеру, імпресіонізм, модерн, постімпресіонізму та експресіонізм. Він був першим після Федерса хто послідовно зосередився на зображенні природи.
Його роботи обчислюються тисячами, але він не показував багато з них на публічних виставках і дбайливо зберігав їх у своїй квартирі. Багато його робіт загинуло влітку 1944 року під час повітряних нальотів на Єлгаву. Роботи Пурвітіса зберігаються в Латвійському національному художньому музеї в Ризі, Лієпайському історико-художньому музеї, Тукумському художньому музеї, Державному музеї російського мистецтва в Санкт-Петербурзі та приватних колекціях.

## Пам'ять
З 2008 року в Латвії присуджується премія імені Пурвітіса  в галузі образотворчого мистецтва.
У 2024 ім'я Пурвітіса було присвоєно вулиці в Ризі, яка раніше мала ім'я Івана Тургенєва.

## Нагороди та відзнаки
- Мала заохочувальна медаль Петербурзької академії мистецтв (1893)
- Бронзова медаль Паризької Всесвітньої виставки за роботу «Останні промені» (1900)
- Золота медаль Мюнхенської виставки сецесії (1901)
- Ліон 14. Гран-прі Міжнародної виставки образотворчого мистецтва за роботи «Північна ніч» і «Березневе сонце» (1902)
- Член Петербурзької Академії мистецтв (1913).
- Орден Трьох Зірок, 3. клас (1926)
- Орден французького ордена Почесного легіону, 5. клас (1926)
- Премія фонду культури (1928)
- Орден Трьох зірок, 2. клас (1928)
- Почесний член Латвійської академії мистецтв (1934)
- Премія Фонду культури (1936)
- Похвальний хрест 1 ступеня № 17. (16 листопада 1938)[4]
- Премія Батьківщини (1938)
- Шведський орден Полярної зірки
- Норвезький орден Святого Олафа
- Орден Білої Троянди Фінляндії
- Орден Естонського Червоного Хреста
- Орден Гедиміна Литовського
- Орден Відновлення Польщі (Polonia Restituta)
- Орден данського прапора

## Галерея

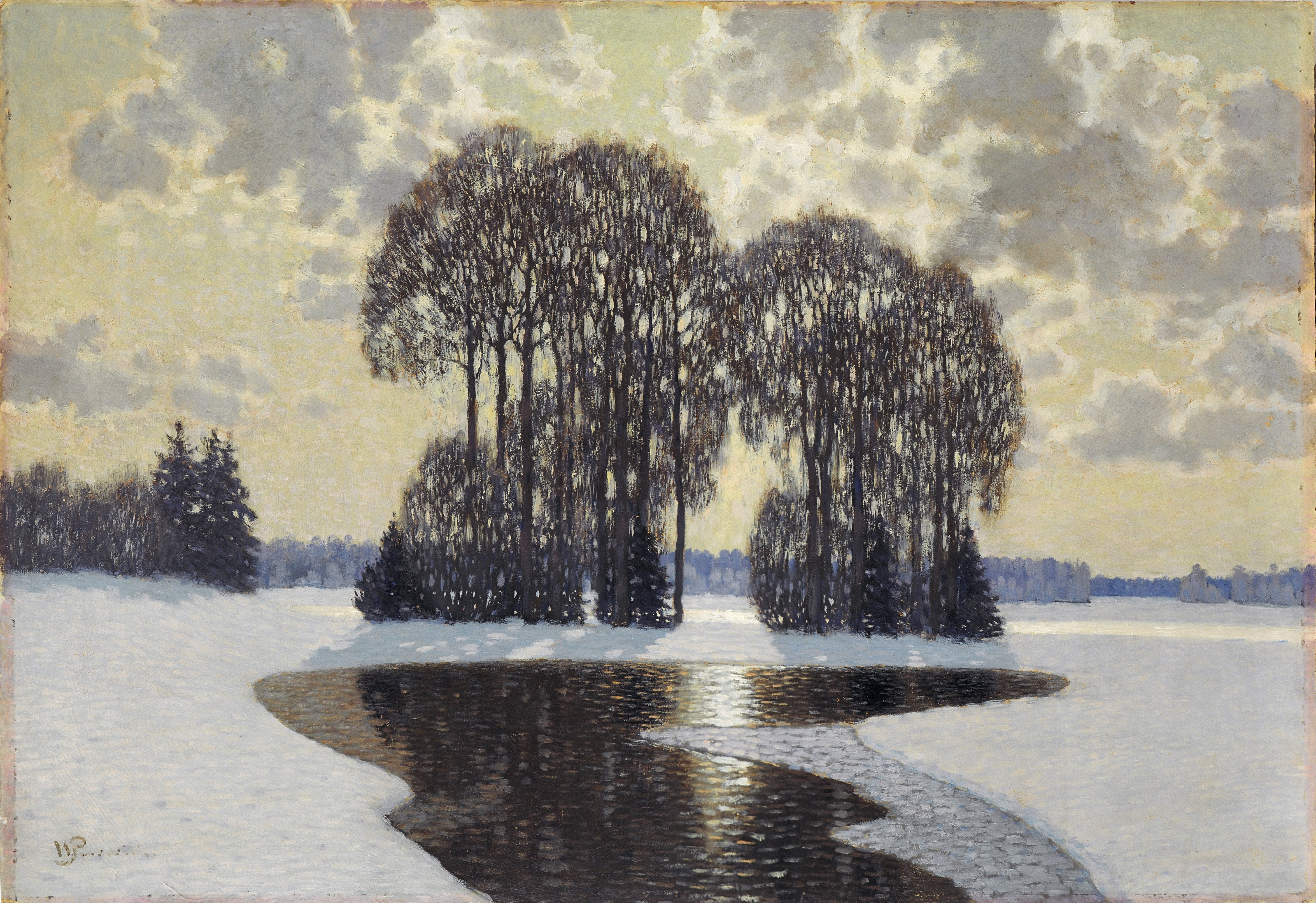
Зима (1910)
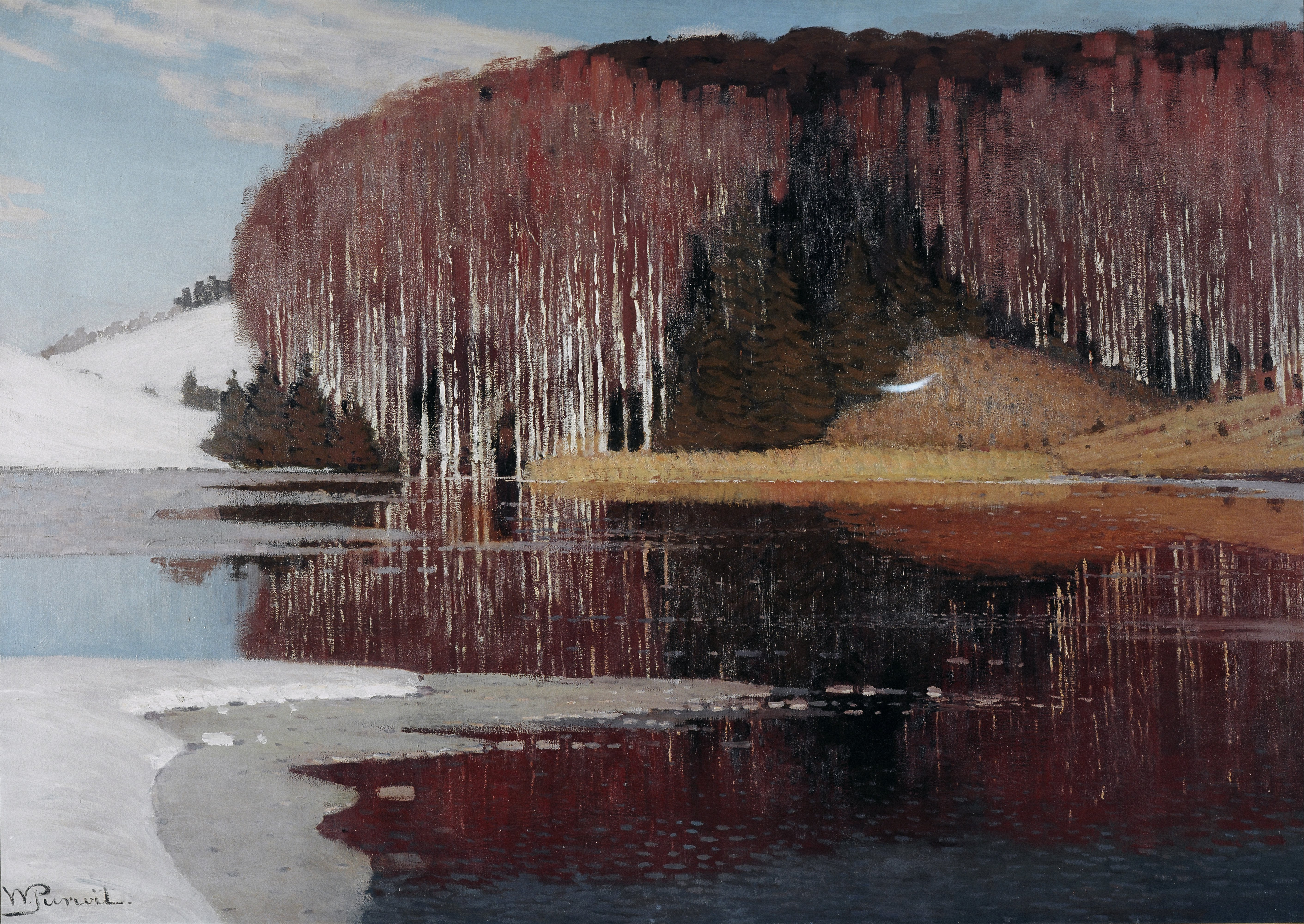
Весняний паводок (1910)
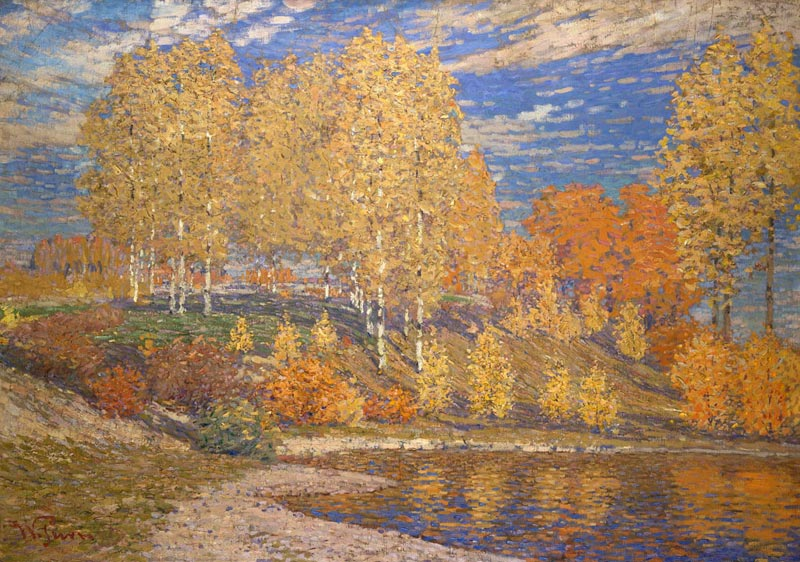
Осінь (1909)
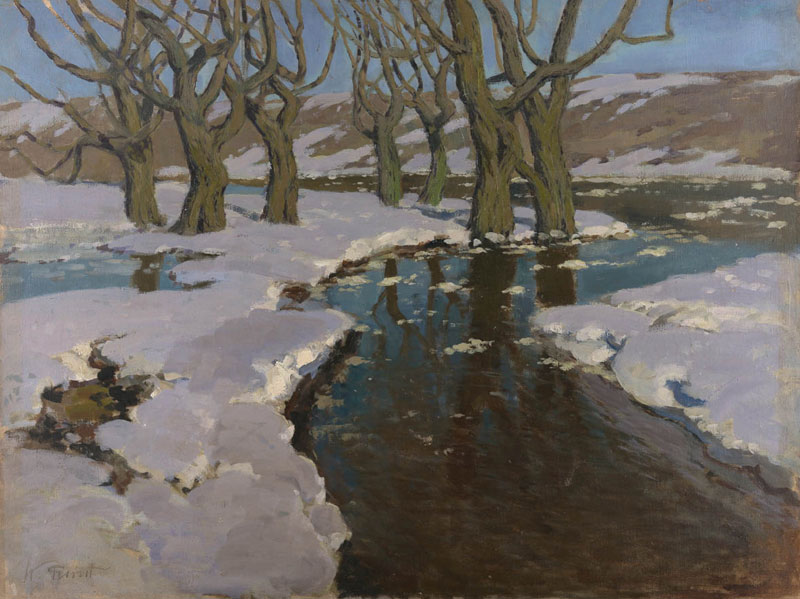
Весна (1898-1899)
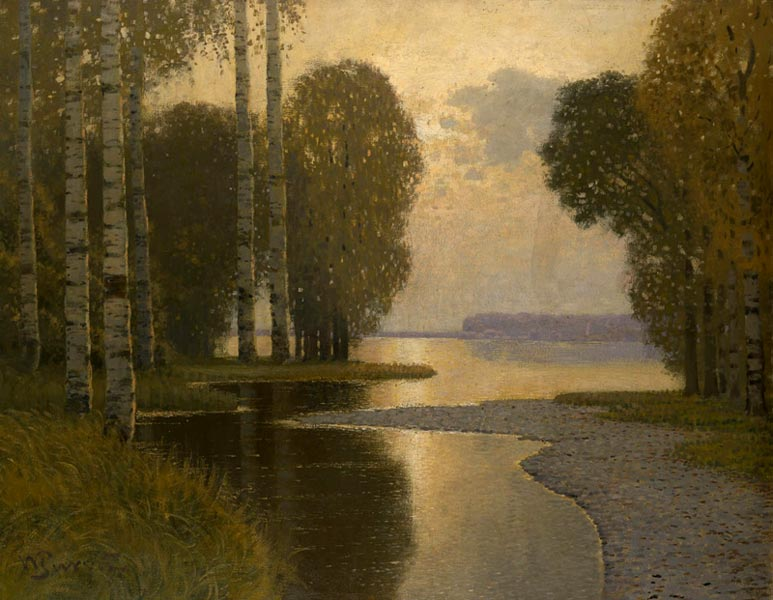
Пейзаж (1910)